# Finlandia en los Juegos Olímpicos de Londres 1948
Finlandia estuvo representada en los Juegos Olímpicos de Londres 1948 por un total de 129 deportistas que compitieron en 16 deportes.  
El portador de la bandera en la ceremonia de apertura fue el atleta Hannes Sonck.

## Medallistas
El equipo olímpico finlandés obtuvo las siguientes medallas:
| Nombre | Deporte            | Competición                      |
| --- | ------------------ | -------------------------------- |
| Oro |                    |                                  |
| Tapio Rautavaara | Atletismo          | Jabalina M                       |
| Veikko Huhtanen | Gimnasia artística | Concurso completo ind. M         |
| Veikko Huhtanen | Gimnasia artística | Caballo con arcos M              |
| Paavo Aaltonen | Gimnasia artística | Caballo con arcos M              |
| Heikki Savolainen | Gimnasia artística | Caballo con arcos M              |
| Paavo Aaltonen | Gimnasia artística | Salto de potro M                 |
| Paavo Aaltonen Veikko Huhtanen Kalevi Laitinen Olavi Rove Aleksanteri Saarvala Sulo Salmi Heikki Savolainen Einari Teräsvirta | Gimnasia artística | Concurso completo por eqs. M     |
| Lenni Viitala | Lucha libre        | 52 kg M                          |
| Plata |                    |                                  |
| Erkki Kataja | Atletismo          | Salto con ertiga M               |
| Kaisa Parviainen | Atletismo          | Jabalina F                       |
| Veikko Huhtanen | Gimnasia artística | Paralelas M                      |
| Olavi Rove | Gimnasia artística | Salto de potro M                 |
| Kelpo Gröndahl | Lucha grecorromana | 87 kg M                          |
| Kurt Wires | Piragüismo         | K1 10 000 m M                    |
| Pauli Janhonen | Tiro               | Rifle en tres posiciones 300 m M |
| Bronce |                    |                                  |
| Paavo Aaltonen | Gimnasia artística | Concurso completo ind. M         |
| Veikko Huhtanen | Gimnasia artística | Barra fija M                     |
| Reino Kangasmäki | Lucha grecorromana | 52 kg M                          |
| Thor Axelsson Nils Björklöf                                                                                                   | Piragüismo         | K2 1000 m M                      |
| Thor Axelsson Nils Björklöf                                                                                                   | Piragüismo         | K2 10 000 m M                    |